# بدريفتي (كورنوال)
بدريفتي (بالإنجليزية: Bodrifty)‏ هي قرية تقع في المملكة المتحدة في كورنوال.